# Arycanda coelestis
Arycanda coelestis là một loài bướm đêm trong họ Geometridae.